# 고지트

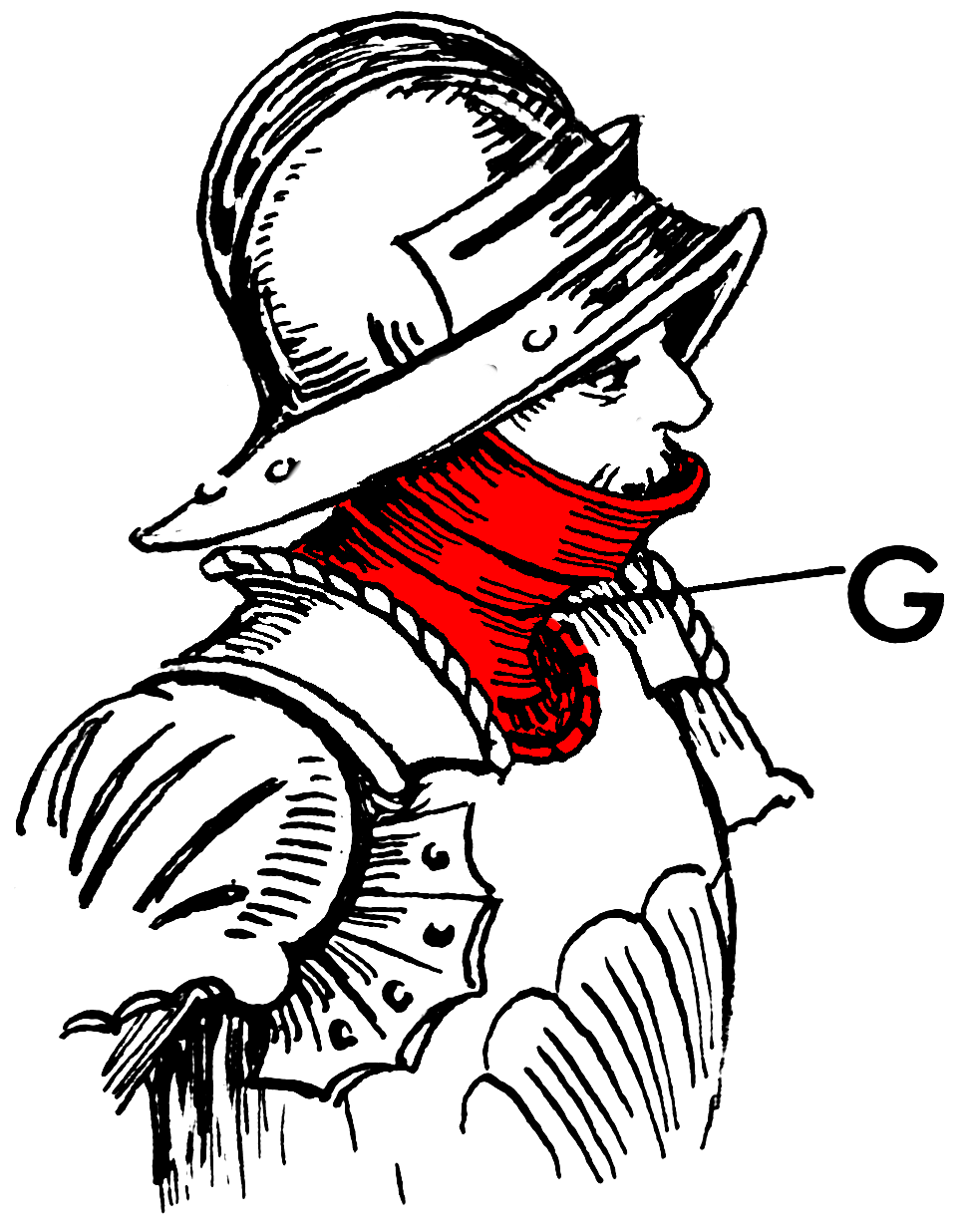
고지트

고지트(gorget /ˈɡɔːrdʒ[미지원 입력]t/[*])는 원래 중세 시대 여성의 목에 장식하는 리넨으로된 끈이나, 샤프롱의 아래 부분을 뜻했다. 후에 고지트는 목을 보호하기 위해 만든 강철이나 가죽으로 된 갑옷을 뜻한다. 18세기 이후 부터, 고지트는 군대를 상징하는 장신구로 자리잡게 되었다.
고지트는 청동기 때, 아일랜드에서 발견되는 금 목걸이와 같은 많은 문화에서 목이나 주변을 감싸는 보석과 같은 물건을 칭하기도 한다.